# Elgnówko
Elgnówko (dawniej niem. Gilgenau) – wieś w Polsce położona w województwie warmińsko-mazurskim, w powiecie olsztyńskim, w gminie Olsztynek.
W latach 1954–1961 wieś należała i była siedzibą władz gromady Elgnówko, po jej zniesieniu w gromadzie Olsztynek. W latach 1975–1998 miejscowość administracyjnie należała do województwa olsztyńskiego.
Wieś położona ok. 7 km od Olsztynka, przy bocznej drodze Olsztynek-Ostróda. We wsi znajduje się szkoła podstawowa z oddziałem przedszkolnym, dwa sklepy, remiza strażacka. Wieś charakteryzuje się zabudową jednorodzinną. Część domów i zabudowań gospodarskich stanowią zabudowy poniemieckie z charakterystycznej czerwonej cegły, nowe, współczesne budynki są nieliczne. 100 m na zachód od wsi, przy drodze do Ostrowina, znajduje się stary cmentarz katolicki z XIX w.

## Historia
Wieś lokowana w 1359 r., zasadźcą był Konrad. Podlegała parafii w Wigwałdzie. Wg innego źródła wieś założona w 1423 roku. W czasach krzyżackich wieś pojawia się w dokumentach w roku 1423, podlegała pod komturię w Olsztynku, były to dobra krzyżackie o powierzchni 48 włók. W 1599 we wsi zamieszkiwała wyłącznie ludność polska. W 1789 r. we wsi było dwadzieścia domów.
Według danych z 1910 r. wieś obejmowała obszar 986 ha i mieszkało w niej 407 osób (w tym 278 Polaków). W 1925 r. wieś obejmowała obszar 984 ha z 88 gospodarstwami i 419 mieszkańcami.
W 1939 r. we wsi mieszkało 388 osób. Po 1945 r. większość mieszkańców to Mazurzy. W 2013 roku we wsi mieszkało 276 osób.

## Zabytki
- Stary cmentarz katolicki z XIX w., 100 m na zachód od wsi, przy drodze do Ostrowina.

## Ludzie związani z miejscowością
- Erwin Kruk - chodził do szkoły w Elgnówku, pisarz i poeta mazurski